# Ernst Leberecht Wagner
Ernst Leberecht Wagner (Dehlitz, Burgenlandkreis, Saxônia-Anhalt, 12 de março de 1829 — 10 de fevereiro de 1888) foi um patologista alemão.
Estudou medicina em Leipzig, onde foi discípulo de Carl Reinhold August Wunderlich, em Praga discípulo de Joseph Škoda e em Viena discípulo de Karl von Rokitansky. Em 1855 obteve a habilitação na Universidade de Lípsia, onde tornou-se professor associado em 1862.